# Hryszky (przystanek kolejowy w obwodzie chmielnickim)
Hryszky (ukr. Гришки) – przystanek kolejowy w rejonie chmielnickim, w obwodzie chmielnickim, na Ukrainie. Położony jest na linii Odessa – Lwów, w oddaleniu od osad ludzkich. Najbliższą miejscowością są Radiwci.